# Clark Johnson
Clark Johnson (nascut el 10 de setembre de 1954)és un actor i director estatunidenc-canadenc que ha treballat tant a la televisió com al cinema. És conegut sobretot pels seus papers de David Jefferson a Night Heat (1985–1988), Clark Roberts a E.N.G. (1989–1994), Meldrick Lewis a Homicide: Life on the Street (1993–1999) i Augustus Haynes a The Wire (2008).

## Primers anys
Johnson va néixer a Filadèlfia, Pensilvània. La família finalment es va traslladar al Canadà. Té tres germans incloent la cantant de jazz Molly Johnson i l'actriu i cantant Taborah Johnson.
Johnson va assistir a la Eastern Michigan University amb una beca atlètica parcial per al futbol americà, però va ser expulsat després de ser enxampat robant menjar a la cafeteria de l'escola. Va assistir a diverses altres universitats, inclosa la Universitat d'Ottawa i Loyola College/Concordia University, on va jugar a futbol canadenc, abans d'acabar a l'Ontario College of Art com a estudiant de cinema. Va ser seleccionat pels Toronto Argonauts a la setena ronda del 1978 CFL Draft però finalment no va jugar professionalment.

## Carrera
Johnson va començar al cinema fent efectes especials, com ara La zona morta de David Cronenberg. Aquest treball entre bastidors sovint li va servir de "còpia de seguretat" durant les primeres etapes de la seva carrera com a actor.
Va començar a actuar en llargmetratges el 1981, aconseguint papers a les pel·lícules Killing 'em Softly, Colors de guerra, Salvatge Kid, Adventures in Babysitting, and Nowhere to Hide. També va actuar en diversos programes de televisió al començament de la seva carrera, com ara The Littlest Hobo, Night Heat,  Hot Shots i E.N.G.. Va protagonitzar el primer episodi de The Women of Brewster Place el 1989 com Butch Fuller.

### Homicide: Life on the Street
El 1993, Johnson va formar part del repartiment original de la sèrie de televisió Homicide: Life on the Street interpretant al detectiu Meldrick Lewis durant les set temporades i la pel·lícula de reunió, a més de dirigir diverses episodis. Johnson improvisava regularment durant el rodatge i inventava els seus propis acudits i diàlegs; l'escriptor i productor James Yoshimura va anomenar Clark el "rei de la publicitat". Tot i que la naturalesa conjunta de l'espectacle va significar que Johnson mai no tingués un paper menor, es va convertir en una presència encara més gran després que el seu personatge fos emparellat amb un nou soci, Mike Kellerman (interpretat per Reed Diamond) . Els dos detectius es van convertir en les figures centrals d'una trama que envoltava un cap de la droga de Baltimore, els recursos econòmics del qual i el seu front com a servidor comunitari devot fan gairebé impossible que el departament de policia l'acusés. Johnson va fer la transició a director amb l'episodi de la quarta temporada "Map of the Heart". He also directed "Betrayal", "Valentine's Day", "Full Court Press" and "The Twenty Percent Solution". David Simon, l'autor del llibre de no ficció Homicide en el que es va basar, així com escriptor i productor de la sèrie, va comentar que la transició d'actor a director es va fer fàcil gràcies a la familiaritat de Johnson amb el programa i que era un dels millors directors pel que fa a mantenir el to del programa coherent. El 2013, Johnson va fer un breu cameo com Lewis a l'episodi "Wonderland Story" de Law & Order: Special Victims Unit quan l'equip està en una festa de jubilació de John Munch (Richard Belzer) .

### The Wire
Johnson va treballar a The Wire, reunint-se amb l'escriptor David Simon. Johnson va dirigir l'episodi pilot "The Target", the second i el episodis cinquè de la primera temporada, i el final de la sèrie. Encarna a Augustus Haynes, l'editor dedicat i amb principis de l'escriptori de la ciutat The Baltimore Sun.

### Alpha House
El 2013, Johnson va interpretar el paper de Sen. Robert Bettencourt (R-PA) a AmazonAlpha House, una comèdia política escrita pel creador de Doonesbury Garry Trudeau. Juntament amb John Goodman, Johnson interpreta un dels quatre senadors republicans que viuen junts en una casa al Capitol Hill. Johnson també va dirigir el final de temporada de la primera temporada del programa. Johnson spent the summer of 2014 filming season two.

### Direcció
Els altres crèdits de la direcció de Johnson inclouen els estrenes a la gran pantalla The Sentinel (2006) i Els homes de Harrelson (2003) i episodis de Third Watch així com la producció original de HBO Boicot (2001), projecte que va dirigir i en el qual també va actuar. També va dirigir els primers episodis de les temporades 1 i 2 de la minisèrie de 2005 Sleeper Cell. També va dirigir el primer i l'últim capítol de The Shield, juntament amb altres episodis d'aquesta sèrie.
Johnson va dirigir l'episodi pilot del drama FX Lights Out. La sèrie és protagonitzada per altres membres del repartiment de The Wire Pablo Schreiber i Reg E. Cathey i se centra en un campió de boxa de pes pesat retirat.
Johnson és instructor convidat a HB Studio.

## Filmografia selecta

### Actor
- Night Heat (1985–1988) com a David Jefferson (recurring)
- Adventures in Babysitting (1987) com a Black Gang Leader
- Iron Eagle II (1988) com a Graves
- Renegades (1989) com a J.J.
- E.N.G. sèrie de televisió com a Clarke Roberts (1989–94)
- The Women of Brewster Place (1989 minisèrie) com a Butch Fuller
- Hammerman com a Hammerman (1991)
- North of 60 com a Sonny Ross (1993)
- Homicide: Life on the Street sèrie de televisió com a Meldrick Lewis (1993–99)
- Drop Zone (1994) com a FBI Agent Bob Covington
- Final Round (1994) com a Trevon
- Rude (1995) com a Reece
- Soul Survivor (1995) com a Busha
- The Planet of Junior Brown (1997)
- Deliberate Intent (2000)
- Homicide: The Movie com a Meldrick Lewis (2000)
- Love Come Down com a Dean (2000)
- Els homes de Harrelson com a Deke's handsome partner (2003)
- The Wire sèrie de televisió com a Gus Haynes (2008)
- Nurse.Fighter.Boy com a Silence (2008)
- The Shield sèrie de televisió com a Handsome Marshal, episodi 7.13 "Family Meeting" (2008)
- Defendor com a Captain Fairbanks (2009)
- Unforgettable sèrie de televisió com a Clay Jacobs, episodi "Blind Alleys" (2012)
- Law & Order: Special Victims Unit sèrie de televisió com a Meldrick Lewis, episodi 15x05 "Wonderland Story" (2013)
- Alpha House sèrie de televisió com a Senator Robert Bettencourt (2013–2014)
- Bird People (2014) com a McCullan
- Hyena Road (2015) com a General Rilmen
- Magnum Opus com a Robert Cochran (2017)
- Brawl in Cell Block 99 com a Detective Watkins (2017)
- Bosch (2018) com a Howard Elias
- Seven Seconds (2018) com a KJ's father
- 222 (curt) (completat) com a The King of Hearts
- Tammy's Always Dying (2019) com a Doug
- Evil (2019) com a Father Amara
- Daredevil: Born Again (2025) com a Cherry

### Director
- Homicide: Life on the Street sèrie de televisió (1996–98)
  - episodis "Map of the Heart" (1996), "Betrayal" (1997), "Valentine's Day" (1997), "Full Court Press" (1998), "The Twenty Percent Solution" (1998)
- Fast Track sèrie de televisió (1997)
- Welcome to Paradox sèrie de televisió (1998)
- La Femme Nikita sèrie de televisió (1998)
- Law & Order: Special Victims Unit sèrie de televisió (1999)
  - episodi "Sophomore Jinx" (1999)
- NYPD Blue sèrie de televisió (2000)
  - episodi "Lucky Luciano" (2000)
- The West Wing sèrie de televisió (2000)
  - episodi "Six Meetings Before Lunch" (2000)
- The Beat sèrie de televisió (2000)
- Third Watch sèrie de televisió (2000)
  - episodi "Nature or Nurture?" (2000)
- City of Angels sèrie de televisió (2000)
- The City sèrie de televisió (2000)
- Boycott (2001)
- The Wire sèrie de televisió (2002–08)
  - episodis 1.01 "The Target", 1.02 "The Detail", 1.05 "The Pager" (2002); episodi 5.10 "–30–" (2008)
- The Shield sèrie de televisió (2002–08)
  - episodis 1.01 "Pilot", 1.03 "The Spread", 1.05 "Blowback" (2002), 3.01 "Playing Tight", 3.02 "Blood and Water" (2004); 6.04 "The New Guy" (2007), 7.13 "Family Meeting" (2008)
- Els homes de Harrelson (2003)
- The Secret Service (2004)
- The Jury (2004)
  - "Lamentation on the Reservation" (2004)
- N.Y.-70 (2005)
- Sleeper Cell sèrie de televisió (2005–06)
  - episodi "Al-Faitha" (2005), "Al-Bagara" (2006)
- The Sentinel (2006)
- Memphis Beat sèrie de televisió (2010–11)
  - episodi 1.01 "It's All Right Mama"
- King sèrie de televisió (2011)
  - episodis 1.01 "Lori Gilbert", 1.02 "T-Bone"
- Homeland sèrie de televisió (2011)
  - episodis 1.05 "Blind Spot", 1.11 "The Vest", 3.03 "Tower of David", 3.05 "The Yoga Play", 4.11 "Krieg Nicht Lieb"
- The Walking Dead
  - episodi 2.08 "Nebraska"
- Alpha House sèrie de televisió (2013)
  - "In the Saddle" (2013)
- Black Sails sèrie de televisió (2015)
  - episodis "X" (2015), "XII" (2015)
- American Odyssey sèrie de televisió (2015)
  - episodis "Bug Out" (2015), "Real World" (2015)
- Hell on Wheels sèrie de televisió (2014–2015)
  - episodis "Bear Man (2014), "Struck" (2015)
- Mad Dogs sèrie de televisió (2016)
  - episodi "Flares" (2016)
- Luke Cage sèrie de televisió (2016)
  - episodis "You Know My Steez" (2016), "For Pete's Sake" (2018)
- Shut Eye sèrie de televisió (2016)
  - episodi "The Tower - Reversed" (2016)
- Six minisèrie (2017)
  - episodi "Confession" (2017)
- Taken sèrie de televisió (2017)
  - episodi "A Clockwork Swiss" (2017)
- The Purge sèrie de televisió (2018)
  - episodi "Release The Beast" (2018)
- Juanita (2019)
- ‘’City on a Hill’’ sèrie de televisió (2019-2021)
  - episodi “High on the Looming Gallows Tree” (2019)
  - episodi "Apophasis" (2021)
  - episodi "Pax Bostonia" (2021)
- Percy (2020)
- Your Honor minisèrie (2020)
  - Part Four (2020)
- Mayor of Kingstown sèrie de televisió (2021)
  - episodi: "Along Came a Spider"
  - episodi: "The Devil Is Us"
- Alaska Daily sèrie de televisió (2022)
  - episodi: "It's Not Personal"
- Accused sèrie de televisió (2023)
  - episodi: "Kendall's Story"
- Daredevil: Born Again sèrie de televisió (2025)

## Premis i nominacions
| Any  | Associació             | Categoria                             | Obra         | Resultat  |
| ---- | ---------------------- | ------------------------------------- | ------------ | --------- |
| 2002 | Premis Primetime Emmy  | Millor direcció d'una sèrie dramàtica | The Shield   | Nominat   |
| 2018 | Canadian Screen Awards | Premi Earle Grey                      |              | Guanyador |
| 2017 | Black Reel Awards      | Millor direcció de sèrie dramàtica    | Luke Cage    | Nominat   |
| 2019 | Black Reel Awards      | Millor direcció, telefilme            | Juanita      | Nominat   |
| 2017 | Black Reel Awards      | Millor direcció sèrie dramàtica       | The Get Down | Nominat   |